# Campionati europei di atletica leggera 1938 - Lancio del disco femminile
Il lancio del disco femminile ai campionati europei di atletica leggera 1938 si svolse il 18 settembre 1938.

## Podio
| Oro     | Gisela Mauermayer Germania |
| Argento | Hildegard Sommer Germania  |
| Bronzo  | Paula Mollenhauer Germania |

## Risultati
| Pos.    | Nome                 | Nazionalità   | Misura  | Note                  |
| ------- | -------------------- | ------------- | ------- | --------------------- |
| Oro     | Gisela Mauermayer    | Germania      | 44,80 m | Record dei campionati |
| Argento | Hildegard Sommer     | Germania      | 40,95 m |                       |
| Bronzo  | Paula Mollenhauer    | Germania      | 39,81 m |                       |
| 4       | Birgit Lundström     | Svezia        | 38,12 m |                       |
| 5       | Genowefa Cejzik      | Polonia       | 36,51 m |                       |
| 6       | Gabre Gabric-Calvesi | Italia        | 35,53 m |                       |
| 7       | Ans Niesink          | Paesi Bassi   | 35,48 m |                       |
| 8       | Bevis Reid           | Gran Bretagna | 34,19 m |                       |
| 9       | Britta Awall         | Svezia        | 33,26 m |                       |
| 10      | Kathleen Dyer-Tilley | Gran Bretagna | 33,18 m |                       |
| 11      | Ágnes Nadányi        | Ungheria      | 31,08 m |                       |